# Registro CNAME
Um registro de Nome Canônico (abreviado como registro CNAME), do inglês Canonical Name record, é um tipo de registro de recurso no Sistema de Nomes de Domínio (DNS) que mapeia um nome de domínio (um alias) para outro (o nome canônico).
Isso pode ser conveniente ao executar vários serviços (como um servidor FTP e um servidor web, cada um executando em portas diferentes) a partir de um único endereço IP. Pode-se, por exemplo, apontar ftp.exemplo.com e www.exemplo.com para a entrada DNS de example.com, que por sua vez tem um registro A que aponta para o endereço IP. Então, se o endereço IP mudar, basta registrar a mudança em um lugar na rede: no registro A do DNS para exemplo.com.
Os registros CNAME devem sempre apontar para outro nome de domínio, nunca diretamente para um endereço IP.